# Cupra Tavascan
El Cupra Tavascan es un crossover eléctrico de batería producido por el fabricante español Cupra desde 2023.
SEAT presentó el concepto Cupra Tavascan, el 11 de septiembre de 2019 en el Salón del Automóvil de Fráncfort, cuyo diseño es totalmente diferente a los otros modelos de la marca, ya que tiene un diseño más futurista.[cita requerida]

## Antecedentes

### Concepto
La carrocería de este modelo es de tipo SUV, el cual monta una motor eléctrico, ya que está desarrollado bajo la plataforma MEB. El nombre Tavascan hace referencia a una localidad de la provincia de Lérida.

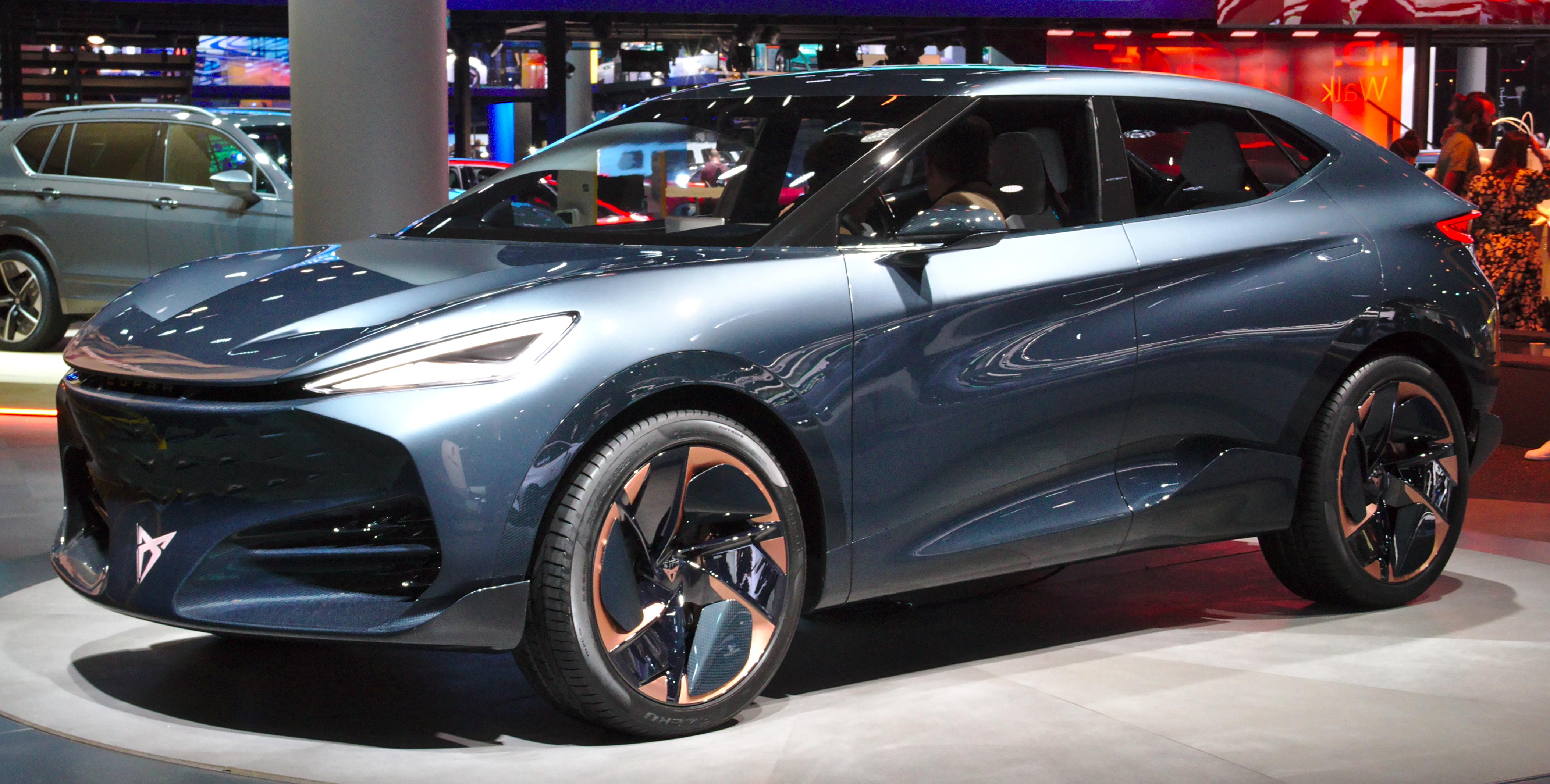
Concepto en el Salón del Automóvil de Fráncfort de 2019.
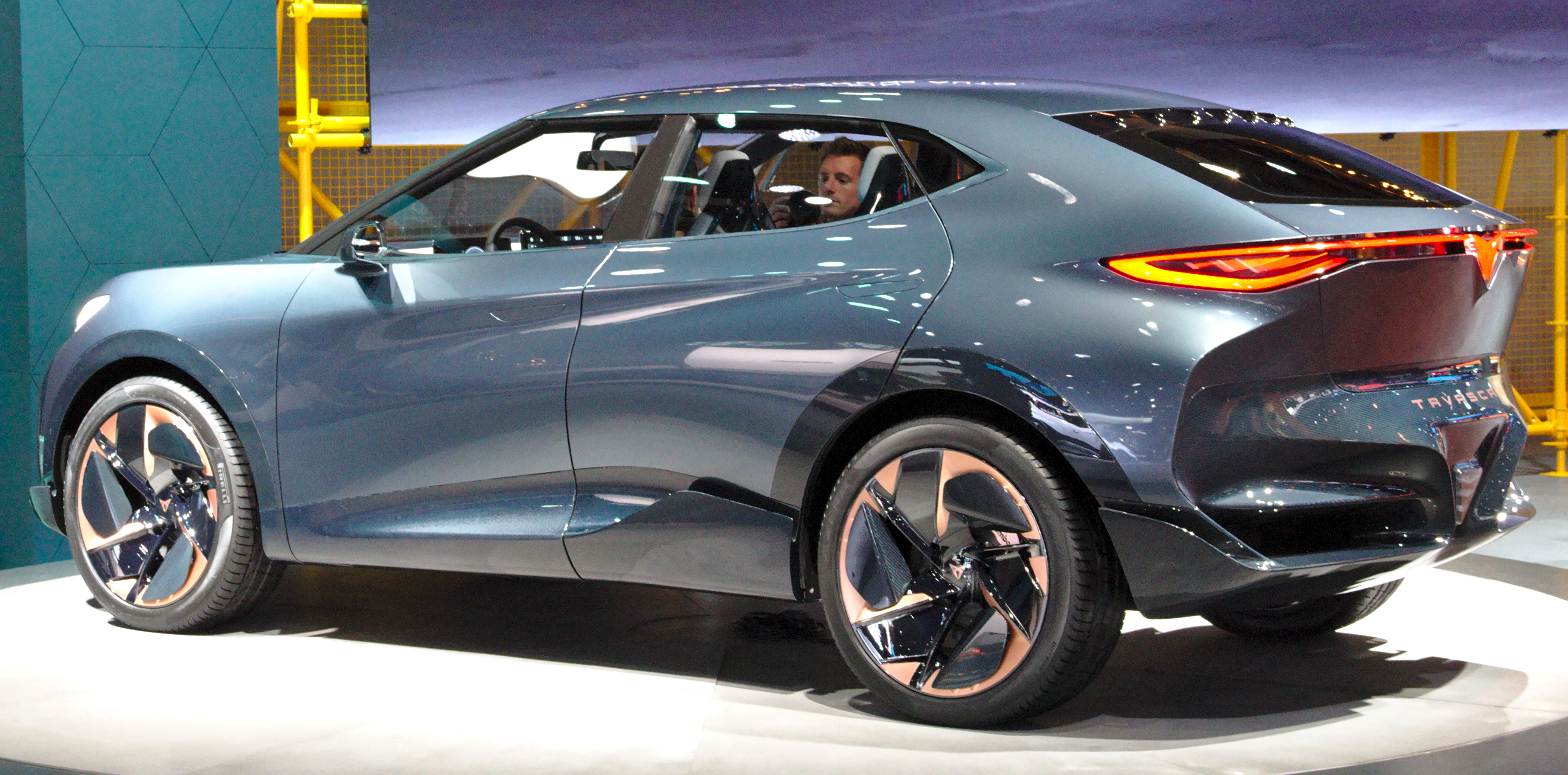
Vista trasera.

### Automovilismo

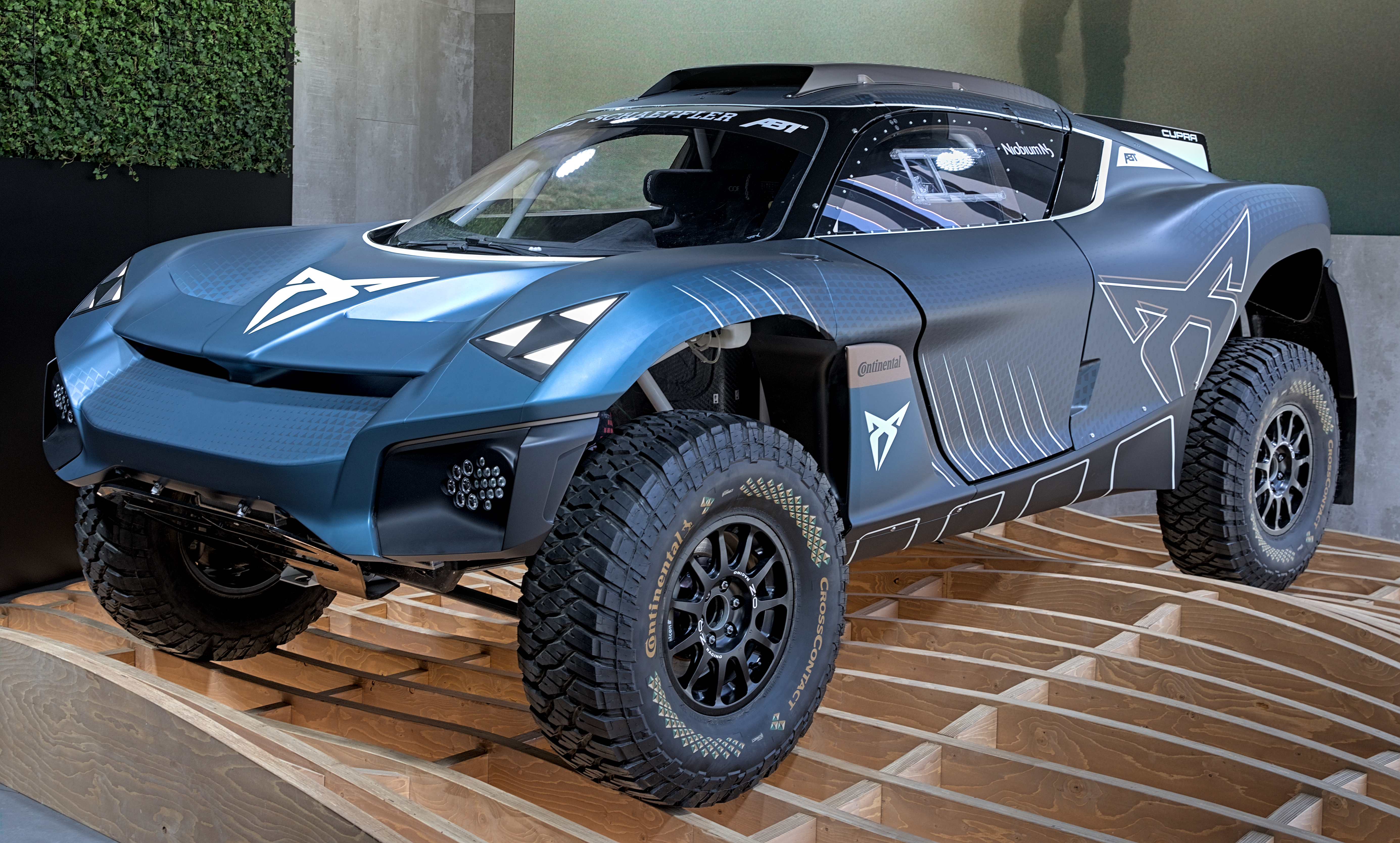
Versión Extreme E Concept en el Salón del Automóvil de Fráncfort de 2021.

Cupra presentó en 2021 un nuevo prototipo del Tavascan preparado para ser un automóvil de carreras en la modalidad Extreme E, que prevé sustituir al ABT CUPRA XE.

### Producción
En 2023 Cupra presenta la versión oficial del Tavascan, que se empezó a comercializar a mediados de 2024. El modelo es 100% eléctrico y se fabrica en China.

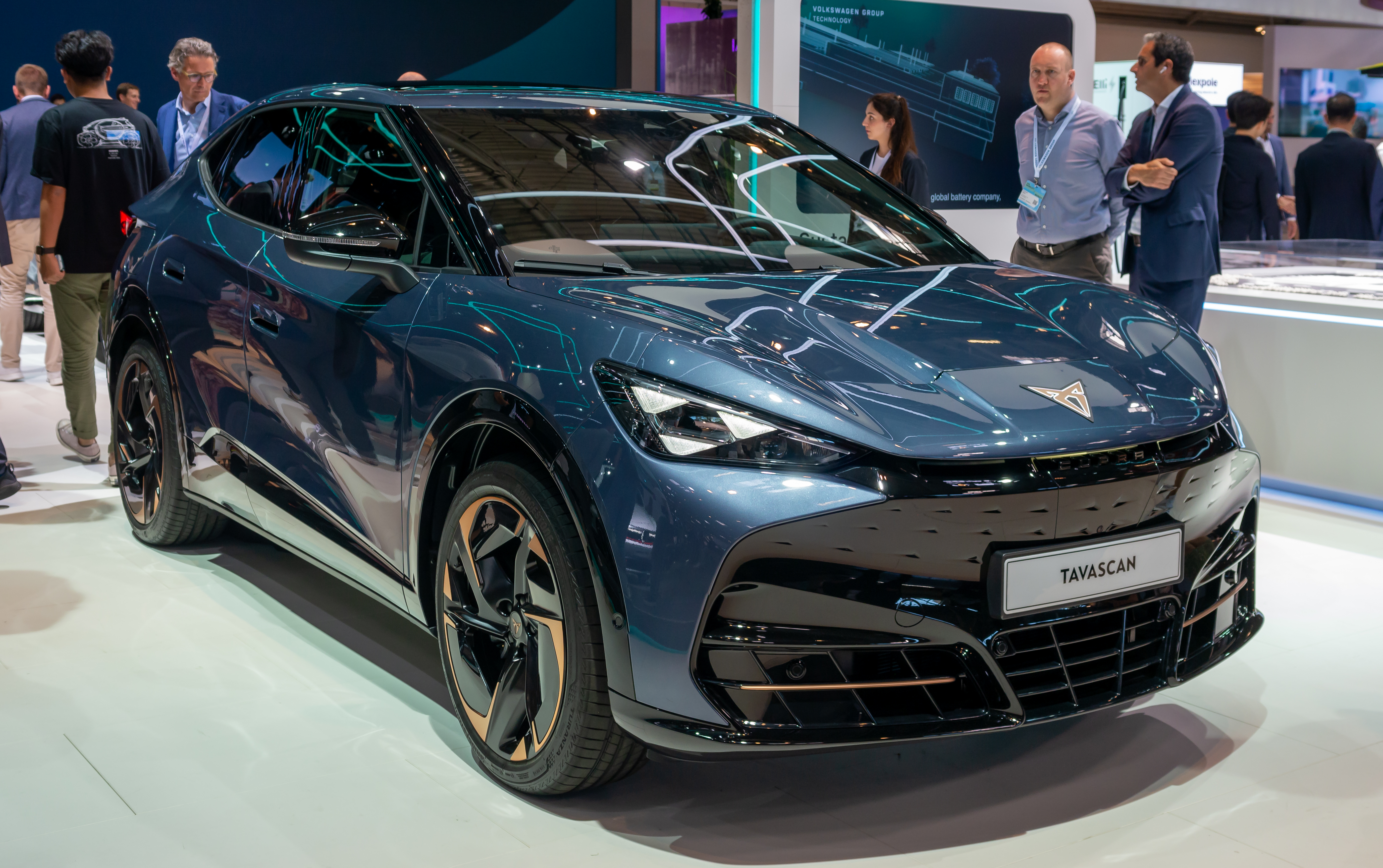
En el Salón del Automóvil de Múnich de 2023.
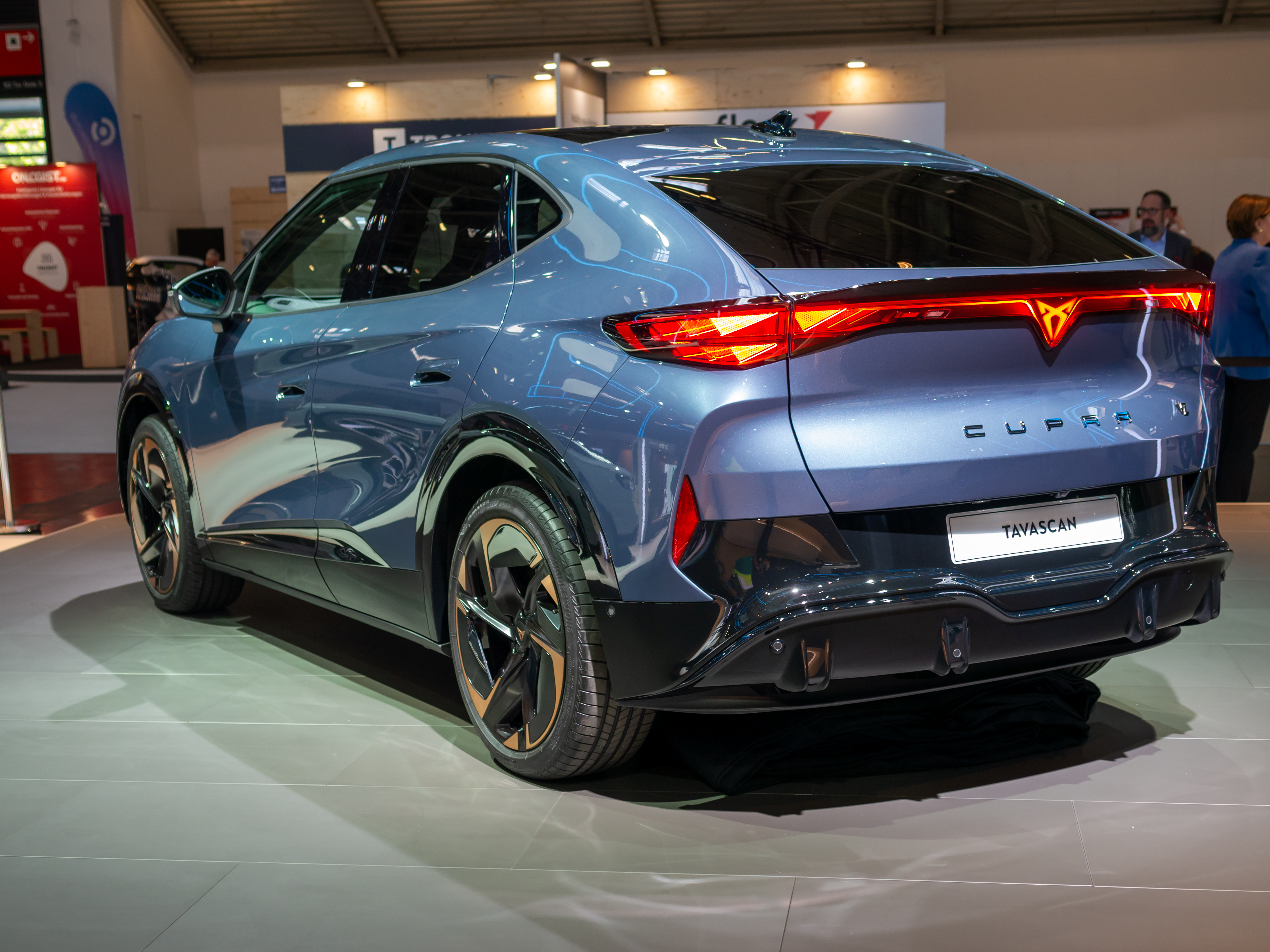
Vista trasera.
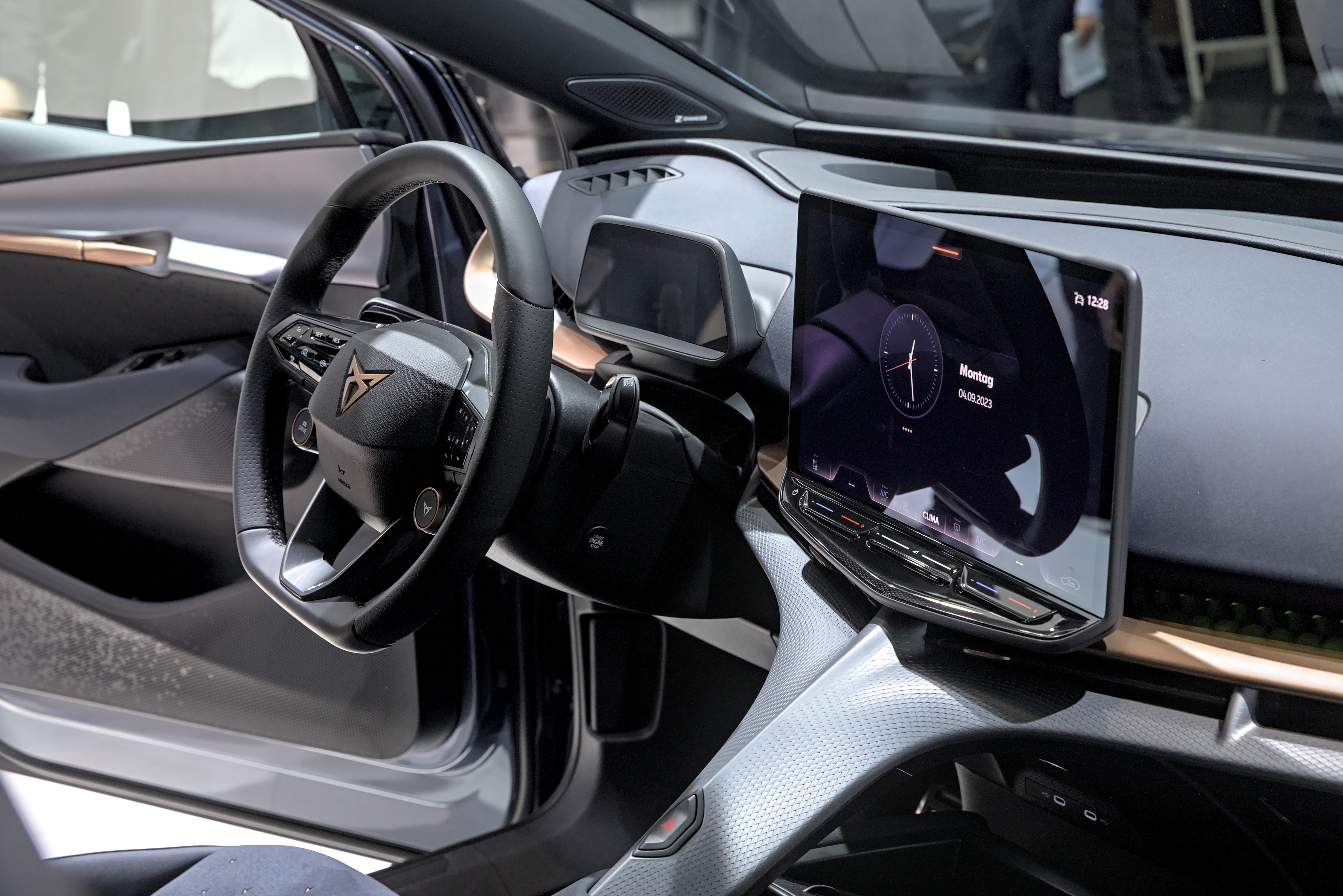
Vista de interior.

## Seguridad
En 2024, el Cupra Tavascan realizó las pruebas de choque de la EuroNCAP y consiguió una calificación de 5 estrellas:
| Ocupantes adultos:         | 89% |
| Ocupantes infantiles:      | 86% |
| Peatones:                  | 80% |
| Asistencia a la seguridad: | 79% |